# ناو کوما
ناو کوما (به انگلیسی: Japanese cruiser Kuma) یک زیردریایی بود که طول آن ۱۵۲٫۴ متر (۵۰۰ فوت ۰ اینچ) بود. این زیردریایی در سال ۱۹۱۹ ساخته شد.